# Nationale Legislativversammlung
Die Nationale Legislativversammlung (englisch National Legislative Assembly), seit 2011 offiziell Nationalversammlung der Republik Südsudan, ist das Unterhaus im Zweikammersystem der nationalen Legislative des Südsudan. Sie hat ihren Sitz in der Hauptstadt Juba.
Die 170 Abgeordneten der Nationalen Legislativversammlung wurden bereits vor der Unabhängigkeit bei der Parlamentswahl 2010 gewählt, im Jahr 2011 ergänzt durch 96 ehemalige Abgeordnete aus dem gemeinsamen Parlament mit dem Nord-Sudan, sowie 66 direkt vom Präsidenten ernannte Personen. Seit 2011 umfasst die Nationalversammlung insgesamt folglich 332 Personen. Die Gesetzgebung des Südsudan wird ergänzt durch den 50-köpfigen Rat der Staaten.
Die Parlamentarier tagen zeitweise seit 2011 im Ministerienkomplex von Juba.

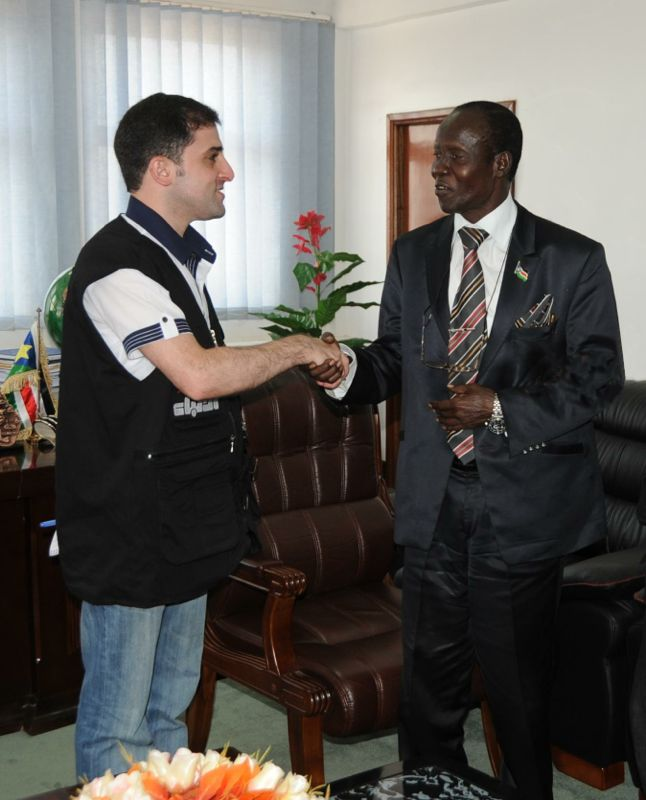
Parlamentspräsident James Igga, rechts

2021 wurde Jemma Nunu Kumba als Parlamentspräsidentin angelobt.

## Geschichte
Die Südsudanesische Legislativversammlung (Southern Sudan Legislative Assembly, SSLA) ging auf Art. 57 (1) der Interimsverfassung des Süd-Sudan im Jahre 2005 zurück, die Teil des Naivasha-Abkommens war. Das Parlament wurde mit dem Präsidentiellen Dekret Nr. 10/2011 etabliert. Die zusätzlichen Ernennungen des Präsidenten im Jahr 2011 erfolgten auf der Basis von Artikel 94(2)(B).